# Salisano
Salisano – miejscowość i gmina we Włoszech, w regionie Lacjum, w prowincji Rieti.
Według danych na rok 2004 gminę zamieszkiwało 550 osób, 32,4 os./km².